# Sikh giáo
Sikh giáo (tiếng Anh: Sikhism /ˈsɪkɪzəm/; tiếng Punjabi: ਸਿੱਖੀ, Sikkhī), còn được gọi là Tích-khắc giáo, Sích giáo, đạo Sikh hay đạo Sích, là một tôn giáo Ấn Độ do Guru Nanak sáng lập vào thế kỷ 15 tại vùng Punjab, truyền dạy những giáo lý của Guru Nanak  (người lập đạo và cũng là guru đầu tiên) và 10 vị guru khác truyền lại (người cuối cùng thành thánh trong Guru Granth Sahib).
Những khai thị của Guru Nanak và các Guru tiếp theo (cùng với những Thánh Hindu hiện đại và các vị Thánh Hồi giáo khác), được Guru viết thành những câu thơ trong kinh thánh của đạo Sikh, Guru Granth Sahib. Các tín đồ của đạo Sikh (gọi là người Sikh) coi Guru Granth Sahib là lời trực tiếp của Thượng đế: thực vậy, trong rất nhiều các câu thơ, Guru Nanak đã tuyên bố tương tự như vậy (Khi Ngôi Lời từ Chúa tới tôi, Oh Lalo, vì vậy tôi đã thuật lại lời này, Guru Nanak, trang 722 của Guru Granth Sahib). Không giống như kinh thánh của các tôn giáo lớn khác trên thế giới, nói chung là được các tín đồ của tôn giáo biên soạn ra chứ không phải bởi các vị tiên tri; các câu trong Guru Granth Sahib được viết theo thể thơ bắt chước các raga cổ điển khác nhau, được Sikh Guru tự mình sáng tác, một khía cạnh mà đã được các nhà sử học và học giả nhấn mạnh trong khi thảo luận về tính xác thực của những lời giảng của các tiên tri khác nhau của thế giới mà chúng ta đã biết ngày nay.
Trong số những trụ cột chính của đạo Sikh được các Guru đạo Sikh thành lập là việc thực hành Naam Jaap (chiêm nghiệm & Thiền định về những lời nói của Guru Granth Sahib như là một phương tiện thiết yếu để khai thác tính tôn giáo và hợp nhất với Đấng sáng tạo); Đức tin và sự thờ phượng của Đấng Toàn Năng Thượng đế (là người tối cao, ở mọi nơi, mạnh mẽ và trung thực tuyệt đối, vô sắc (Nirankar), không sợ hãi (Nirvair), không thù hận (Nirbhau), duy nhất, tự tồn tại, không thể hiểu trọn vẹn, và là Đấng Tạo Hóa của tất cả mọi thứ (Karta Purakh), và Satnam, sự thật vĩnh cửu tuyệt đối); Bình đẳng cho tất cả mọi người không phân biệt giai cấp, tín ngưỡng, màu da, giới tính của họ; Tham gia vào các Hoạt động từ thiện phục vụ nhân loại (Sewa) và cầu nguyện hàng ngày cho sự thịnh vượng của tất cả chúng sinh (Sarbat da bhala); và Sống một đời sống chân thật và trung thực.
Theo các tác phẩm của SGPC (cơ quan quản lý chính của nơi thờ phượng đạo Sikh) phổ biến, sau đây là các thuộc tính nguyên tắc của đạo Sikh:
- Một tôn giáo thực tế và đơn giản, ở chỗ nó không thúc đẩy một công thức nhất định của niềm tin, và không tin vào lời nói đơn thuần. Hơn nữa, người theo đạo Sikh tin rằng tôn giáo không đánh đồng với việc đi hành hương miếu, mộ, hoặc sống một đời sống khắc khổ của những hành giả khổ hạnh. Thay vào đó, nó hàm ý sống cuộc sống hàng ngày của bạn, trong khi tập trung vào việc xây dựng cá tính của bạn, vì hòa hợp thiên tính là không thể với một nội tâm không trong sáng.
- Một tôn giáo phổ quát, tin tưởng vào sự bình đẳng của tất cả chúng sinh, không phân biệt đẳng cấp, tín ngưỡng, giới tính, quốc tịch và tôn giáo của họ. Trong kinh thánh của đạo Sikh, Guru Granth Sahib, Guru đã đưa vào cả những câu thơ thiêng liêng của người Hindu và Hồi giáo để thiết lập một ví dụ điển hình. Guru Nanak cũng bắt đầu truyền thống Langar, một nhà bếp cộng đồng ở tất cả những thánh đường của đạo Sikh-Gurudwaras, trong đó tất cả mọi người, dù cao hay thấp, giàu hay nghèo, ngồi lại với nhau mà không có bất kỳ sự phân biệt nào. Guru Nanak cũng nhấn mạnh và đặc biệt khẳng định sự bình đẳng của phụ nữ (Tại sao gọi đàn bà là xấu xa, khi nhà vua cũng được sinh ra từ họ? Nếu không có người phụ nữ, thì sẽ không có ai cả, Guru Nanak nói ở trang 473 trong Guru Granth Sahib).
- Từ bỏ tất cả các nghi thức, hình thức: Theo đạo Sikh, nghi lễ như những cuộc hành hương, nhịn ăn nhịn uống, v.v..., không có tính tâm linh. Guru Nanak nói, nơi tôi hành hương là Lời, chiêm nghiệm và kiến thức thiêng liêng trong tôi. Sám hối, ăn chay, khổ hạnh, bố thí tất cả đều kém hơn so với sự thật; hành động đúng là vượt trội so với tất cả.
- Một tôn giáo dựa vào niềm tin và sự lạc quan: đạo Sikh tin vào Karma, và cũng tin rằng ân sủng (Nadar) của Guru hay Thiên Chúa có thể xóa karma xấu trong quá khứ và tạo điều kiện trở về với Đấng sáng tạo. Một người Sikh luôn luôn phấn đấu để được ở trạng thái Charhdi Kala (một trạng thái tinh thần lạc quan và vui vẻ, không sợ hãi, ghen ghét hay hận thù), mà chỉ có thể đạt được với một niềm tin tuyệt đối vào tên của Thiên Chúa. Như một phần của lời cầu nguyện hàng ngày, người Sikh cầu nguyện cho sự thịnh vượng của toàn nhân loại.
- Một tôn giáo dân chủ: Guru thứ mười, Guru Gobind Singh đã trao thẩm quyền của tôn giáo Sikh cho người Panth (người Sikh). Bất kỳ quyết định Sangat (hội thánh) đưa ra đều được coi tối cao trong đạo Sikh.

Sikh giáo là tôn giáo lớn thứ năm trên thế giới, với khoảng 30 triệu tín đồ.